# Bisdom Ica
Het bisdom Ica (Latijn: Dioecesis Icensis) is een rooms-katholiek bisdom met als zetel Ica, in Peru. Het bisdom is suffragaan aan het aartsbisdom Lima. 

## Geschiedenis
Het bisdom werd opgericht op 10 augustus 1946, uit delen van het aartsbisdom Lima en het bisdom Ayacucho o Huamanga. 

## Parochies
Het bisdom had in 2021 een oppervlakte van 21.251 km2 en telde 867.825 inwoners waarvan 98,5% rooms-katholiek was.

## Bisschoppen
- Francisco Rubén Berroa y Bernedo (24 november 1946 - 12 juli 1958)
- Alberto Maria Dettmann y Aragón (6 februari 1959 - 5 oktober 1973)
  - Jesús Mateo Calderón Barrueto (hulpbisschop: 13 maart 1969 - 3 november 1972)
- Guido Breña López (5 oktober 1973 - 31 oktober 2007)
- Héctor Eduardo Vera Colona (31 oktober 2007 - heden)

Lima (aartsbisdom) · Callao · Carabayllo · Chosica · Huacho · Ica · Lurín · Yauyos (territoriale prelatuur)